# Astragalus hypoglottis
Astragalus hypoglottis är en ärtväxtart som beskrevs av Carl von Linné. Astragalus hypoglottis ingår i släktet vedlar, och familjen ärtväxter.

## Underarter
Arten delas in i följande underarter:
- A. h. gremlii
- A. h. hypoglottis